# Raïon de Syoumsi
Le raïon de Syoumsi (russe : Сюмси́нский райо́н, Sjumsinski raion; oudmourte : Сюмси ёрос, Śumśi joros) est un raïon de la république d'Oudmourtie en Russie,.

## Présentation
La superficie du raïon de Syoumsi est de 1 789,0 km2.
Le raïon de Syoumsi est situé dans la partie ouest de l'Oudmourtie.
Il borde le raïon de Selty au nord-est, le raïon d'Ouva à l'est et le raïon de Vavoj au sud ainsi que l'oblast de Kirov à l'ouest et au nord-ouest.
Près de 70% de la superficie du raïon est forestière.
Le cours d'eau principal est la Kilmez. On extrait de la tourbe, du sable et du gravier.
Le raïon comprend 8 municipalités rurales : Dmitrochour, Goura, Gourtloud, Kilmez, Muki-Kaksi, Orlovskoïe, Syoumsi et Vaskino. Le centre administratif est le village de Sjums[1].
55% des habitants sont russes, 37% oudmourtes et 3% tatars..
Les moyens de subsistance les plus importants sont la sylviculture et la transformation du bois.
Il y a aussi la production de tourbe et l'industrie alimentaire.
L'agriculture est axée sur la production de lait et de viande et sur la culture de céréales et de lin.
Le journal local est Znamja.
Le raïon est traversé par l'autoroute sibérienne   entre Kazan, Perm et Ekaterinbourg.
Il existe une liaison routière vers Ijevsk via Ouva et Nylga.
Le chemin de fer entre Ijevsk, Ouva et Kilmez traverse la partie sud du raïon,.

## Démographie
La population du raïon de Syoumsi a évolué comme suit:
| 1959   | 1970   | 1979   | 1989   | 2002   |
| ------ | ------ | ------ | ------ | ------ |
| 26 927 | 24 213 | 19 131 | 17 883 | 16 288 |

| 2009   | 2015   | 2019   | 2021   | - |
| ------ | ------ | ------ | ------ | - |
| 14 785 | 12 814 | 11 951 | 10 529 | - |

## Galerie

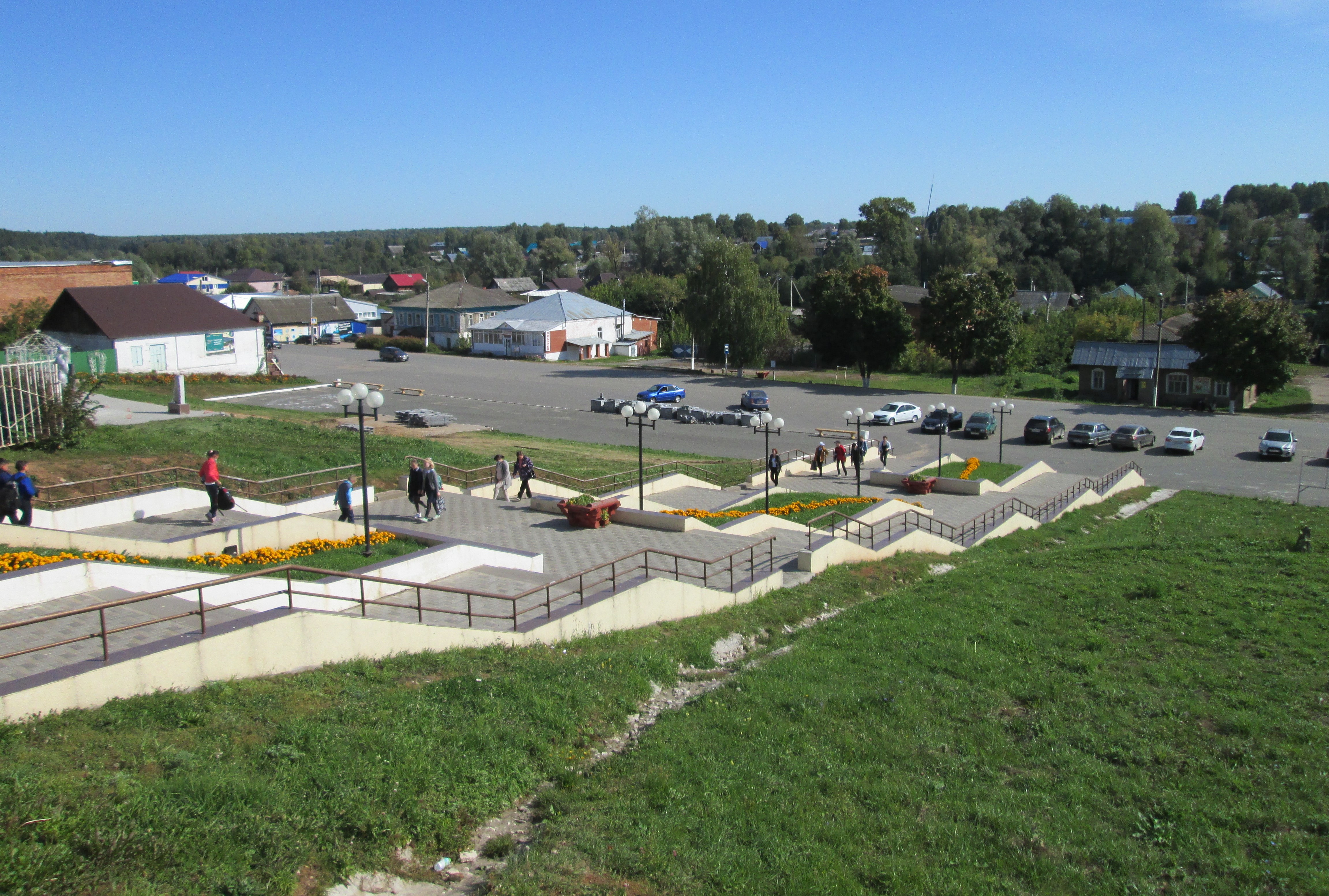
Centre du village de Syumsi.
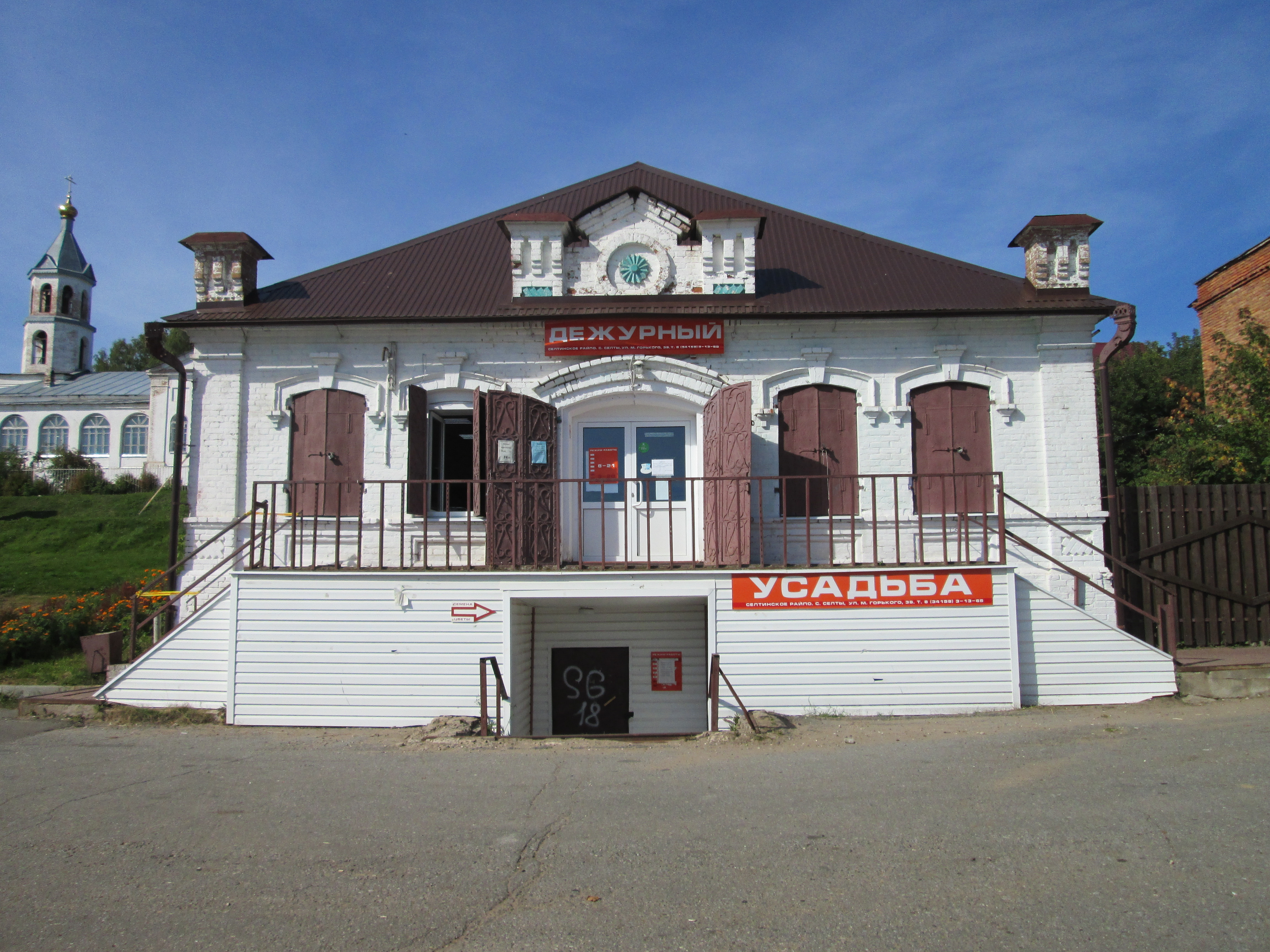
Rue Sovietskaya, 63 dans le village de Syumsi.
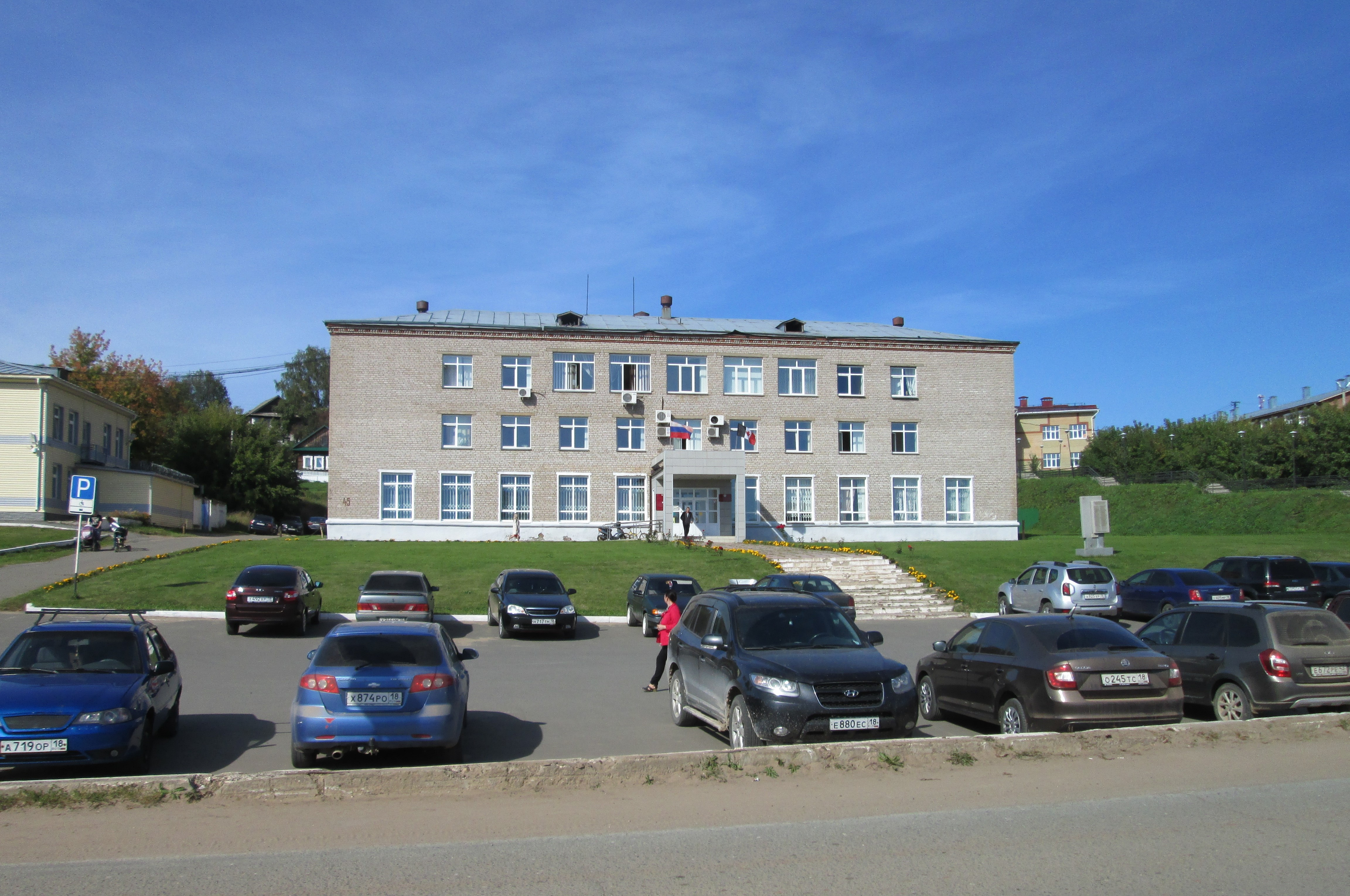
Village de Syumsi, rue Sovetskaya, 45.